# Attrice (album)
Attrice è il secondo album della cantante italiana Tosca, pubblicato dall'etichetta discografica RCA/BMG Ariola nel 1993.
L'album è prodotto da Giancarlo Lucariello. Le musiche sono firmate da Laurex, il testo di So che ti ho perso da Grazia Di Michele e quello di Attrice da Luca Barbarossa. Le parole di altri cinque brani sono opera di Vincenzo Incenzo mentre la parte letteraria degli altri tre è curata da Andrea De Angelis.

## Tracce
1. So che ti ho perso
2. Fuoco
3. Lettera di primavera
4. Danza de abril
5. L'assenza
6. Quartiere latino
7. L'esilio
8. Fermati qui
9. Il pane e le rose
10. Attrice

## Formazione
- Tosca - voce
- Natalio Mangalavite - pianoforte, cori
- Giorgio Costantini - tastiera, sequencer
- Paolo Carta - chitarra
- Maurizio Dei Lazzaretti - batteria
- Pino Iodice - fisarmonica
- Francesco Puglisi - basso
- Marco Rinalduzzi - chitarra, cori
- Giovanni Imparato - percussioni, cori
- Elsa Baldini, Giulio Todrani, Giorgia, Alfredo Posillipo, Alessandra Puglisi, Gegè Telesforo, Vincenzo Incenzo, Andrea Pistilli, Massimo Calabrese, Alberto Bartoli - cori